# La Phù (núi)

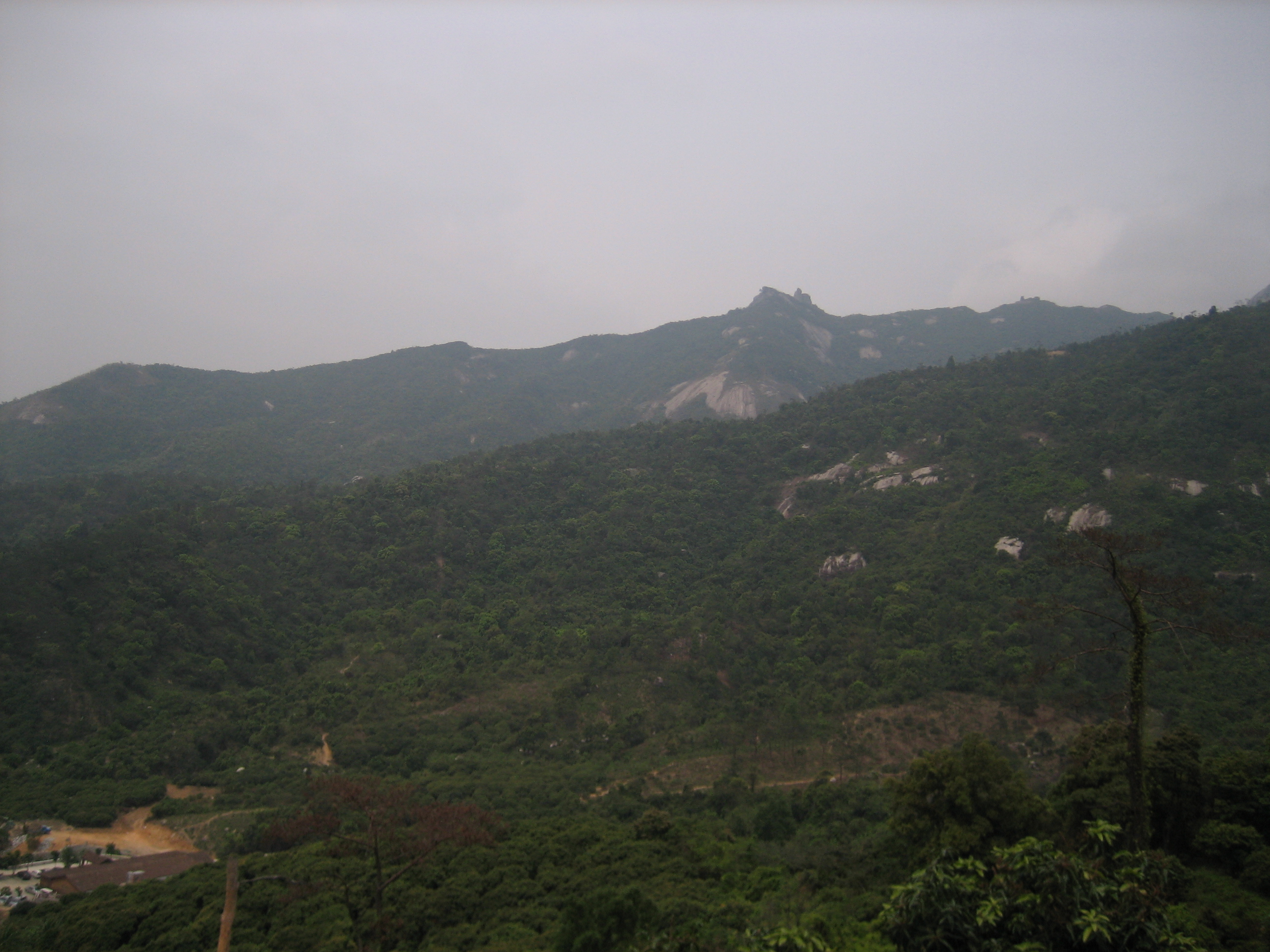
Núi La Phù

La Phù (Chữ Hán: 罗浮), còn có tên khác là Đông Tiều (东樵) là một rặng núi kéo dài 3 huyện Tăng Thành (Quảng Châu), Bác La (Huệ Châu) và Long Môn (Huệ Châu) thuộc tỉnh Quảng Đông, phía bắc sông Đông Giang. Núi La Phù là một trong Thập đại danh sơn của Trung Hoa, Tô Đông Pha từng ẩn cư tại đây.